# Attentato a Parigi del 2 dicembre 2023
L'attentato di Parigi del 2 dicembre 2023 si è verificato a Pont de Bir-Hakeim, a Parigi, in Francia. Una persona è morta e altre due sono rimaste ferite.
Il presunto attentatore è Armand Rajabpour-Miyandoab, che era noto alle autorità francesi.

## Attentato
Il 2 dicembre 2023, prima delle 21, Armand Rajabpour-Miyandoab, usando un coltello e un martello, ha presuntamente ucciso un turista e ha ferito due persone urlando "Allah akbar". La polizia ha poi fermato l'attentatore con un taser e lo ha arrestato con l'accusa di omicidio premeditato e tentato omicidio con motivazione di terrorismo.

## Vittime
La vittima uccisa era un turista filippino immigrato in Germania e che aveva cittadinanza tedesca. Tra i feriti c'era la fidanzata della vittima.

## Attentatore
Il presunto attentatore è Armand Rajabpour-Miyandoab, un francese di origini iraniane con problemi di salute mentale. Era nato in Francia nel 1997 da genitori iraniani che sono fuggiti dalla rivoluzione iraniana nel 1979. L'uomo si è convertito all'Islam nel 2015 quando incontrò un jihadista. Era anche stato condannato per aver pianificato un attentato. Nel 2020, dopo aver scontato quattro anni di carcere, fu rilasciato. Ha anche giurato fedeltà all'ISIS.

## Reazione
Il presidente della repubblica francese Emmanuel Macron ha considerato l'attentato un atto terroristico.